# Zespół Barakata
Zespół Barakata (ang. Barakat syndrome, HDR syndrome) – rzadka choroba uwarunkowana genetycznie, opisana po raz pierwszy przez Amina J. Barakata i wsp. w 1977. Na obraz kliniczny zespołu składają się: niedoczynność przytarczyc, czuciowo-nerwowa utrata słuchu i dysplazja nerek.